# La vida mancha
Pour plus de détails, voir Fiche technique et Distribution.
La vida mancha est un film espagnol réalisé par Enrique Urbizu, sorti en 2003.

## Synopsis
Fito et sa femme Juana vivent dans la banlieue de Madrid. Il conduit un camion pour gagner sa vie et a une addiction au poker qui lui fait perdre de l'argent. Un jour, son frère aîné, Pedro, qui a passé ses dernières années à Londres, revient dans son pays natal et rend visite à la famille de Fito. 

## Fiche technique
- Titre : La vida mancha
- Réalisation : Enrique Urbizu
- Scénario : Michel Gaztambide
- Musique : Mario de Benito
- Photographie : Carles Gusi
- Montage : Pablo Blanco
- Production : Gerardo Herrero et Fernando Victoria de Lecea
- Société de production : Euskal Irrati Telebista, Iberrota Films, Televisión Española, Tornasol Films et Vía Digital
- Pays :  Espagne
- Genre : Aventure et drame
- Durée : 127 minutes
- Dates de sortie : 
  -  Espagne : 9 mai 2003

## Distribution
- José Coronado : Pedro
- Zay Nuba : Juana
- Juan Sanz : Fito
- Sandro Polo : Jon
- Yohana Cobo : Sara
- Silvia Espigado : Charo
- Alfonso Torregrosa : Larrea

## Distinctions
Le film a été nommé pour deux prix Goya.